# Miss Guinea Ecuatorial
Miss Guinea Ecuatorial es un concurso de belleza nacional en Guinea Ecuatorial. Se encarga de seleccionar a la representante del país para los concursos Miss Universo, Miss Mundo y Miss Internacional.

## Ganadoras
| Año  | Miss Guinea Ecuatorial      | Municipio  |
| ---- | --------------------------- | ---------- |
| 2012 | Jennifer Riveiro Ilende     | Malabo     |
| 2013 | Restituta Mifumu Nguema     | Micomeseng |
| 2014 | Agnes Genoveva Cheba Abé    | Luba       |
| 2016 | Anunciación Ongueme Esono   | Micomeseng |
| 2017 | Catalina Mangue Ondo        | Mongomo    |
| 2018 | Silvia Adjomo Ndong         | Malabo     |
| 2019 | Serafina Eyene              | Niefang    |
| 2021 | Chelsea Martina Mituy Avomo | Ebibeyin   |
| 2022 | Alba Isabel Obama Moliko    | Mbini      |
| 2023 | Diana-Lita Hinestrosa Eraul | Corisco    |
| 2024 | Diana Mouhafo               | Malabo     |

## Representación internacional

### Miss Universo Guinea Ecuatorial
: Declarada como ganadora
     : Terminó como finalista
     : Terminó como una de las semifinalistas o cuartofinalistas
     : Terminó como ganadora de premios especiales
| Año  | Municipio                                                                | Miss Universo Guinea Ecuatorial                                          | Posición en Miss Universo                                                | Premios especiales                                                       | Notas                                                                    |
| ---- | ------------------------------------------------------------------------ | ------------------------------------------------------------------------ | ------------------------------------------------------------------------ | ------------------------------------------------------------------------ | ------------------------------------------------------------------------ |
| 2024 | Malabo                                                                   | Diana Mouhafo                                                            | No clasificó                                                             |                                                                          |                                                                          |
| 2023 | Corisco                                                                  | Diana-Lita Hinestrosa Eraul                                              | No clasificó                                                             |                                                                          |                                                                          |
| 2022 | Mbini                                                                    | Alba Isabel Obama Moliko                                                 | No clasificó                                                             |                                                                          |                                                                          |
| 2021 | Ebibeyin                                                                 | Chelsea Martina Mituy Avomo                                              | No clasificó                                                             |                                                                          |                                                                          |
| 2020 | Debido al impacto de pandemia de COVID-19, no hubo representante en 2020 | Debido al impacto de pandemia de COVID-19, no hubo representante en 2020 | Debido al impacto de pandemia de COVID-19, no hubo representante en 2020 | Debido al impacto de pandemia de COVID-19, no hubo representante en 2020 | Debido al impacto de pandemia de COVID-19, no hubo representante en 2020 |
| 2019 | Niefang                                                                  | Serafina Nchama Eyene Ada                                                | No clasificó                                                             |                                                                          |                                                                          |

### Miss Mundo Guinea Ecuatorial
: Declarada como ganadora
     : Terminó como finalista
     : Terminó como una de las semifinalistas o cuartofinalistas
     : Terminó como ganadora de premios especiales
| Año  | Municipio | Miss Mundo Guinea Ecuatorial | Posición en Miss Mundo | Premios especiales | Notas |                                                                        |
| ---- | --- | --- | --- | --- | --- | ---------------------------------------------------------------------- |
| 2025 | Akurenam | Estela Nguema Mangue | Por competir | Por competir | Por competir |                                                                        |
| 2023 | Ebibeyin | Vanila Andeme | No clasificó | | |                                                                        |
| 2022 | Miss Mundo 2021 se reprogramó para el 16 de marzo de 2022 debido al brote de pandemia de COVID-19 en Puerto Rico, no comenzó ninguna edición en 2022 | Miss Mundo 2021 se reprogramó para el 16 de marzo de 2022 debido al brote de pandemia de COVID-19 en Puerto Rico, no comenzó ninguna edición en 2022 | Miss Mundo 2021 se reprogramó para el 16 de marzo de 2022 debido al brote de pandemia de COVID-19 en Puerto Rico, no comenzó ninguna edición en 2022 | Miss Mundo 2021 se reprogramó para el 16 de marzo de 2022 debido al brote de pandemia de COVID-19 en Puerto Rico, no comenzó ninguna edición en 2022 | Miss Mundo 2021 se reprogramó para el 16 de marzo de 2022 debido al brote de pandemia de COVID-19 en Puerto Rico, no comenzó ninguna edición en 2022 |                                                                        |
| 2021 | Malabo | Lucila Benita Mbuy Ngomo | No clasificó | | |                                                                        |
| 2020 | Debido al impacto de la pandemia de COVID-19, no hubo concurso en 2020                                                                               | Debido al impacto de la pandemia de COVID-19, no hubo concurso en 2020                                                                               | Debido al impacto de la pandemia de COVID-19, no hubo concurso en 2020                                                                               | Debido al impacto de la pandemia de COVID-19, no hubo concurso en 2020                                                                               | Debido al impacto de la pandemia de COVID-19, no hubo concurso en 2020                                                                               | Debido al impacto de la pandemia de COVID-19, no hubo concurso en 2020 |
| 2019 | Malabo | Janet Ortiz Oyono | No clasificó | - Deportes (Top 32) | |                                                                        |
| 2018 | Micomeseng | Silvia Adjomo Ndong | No clasificó | | |                                                                        |
| 2017 | Mongomo | Catalina Mangue Ondo Biye | No clasificó | | |                                                                        |
| 2016 | Micomeseng | Anunciación Onguene Esono | No clasificó | | |                                                                        |
| 2015 | No compitió | No compitió | No compitió | No compitió | No compitió |                                                                        |
| 2014 | Luba | Agnes Genoveva Cheba Abé | No clasificó | | |                                                                        |
| 2013 | Micomeseng | Restituta Mifumu Nguema Okomo | No clasificó | | |                                                                        |
| 2012 | Luba | Jennifer Riveiro Ilende | No clasificó | | |                                                                        |

### Miss Internacional Guinea Ecuatorial
: Declarada como ganadora
     : Terminó como finalista
     : Terminó como una de las semifinalistas o cuartofinalistas
     : Terminó como ganadora de premios especiales
| Año                                                                              | Municipio | Miss Internacional Guinea Ecuatorial | Posición en Miss Internacional | Premios especiales | Notas       |
| -------------------------------------------------------------------------------- | --------- | ------------------------------------ | ------------------------------ | ------------------ | ----------- |
| 2023                                                                             | Malabo    | Nieves Lohoba Bilora                 | No compitió                    | No compitió        | No compitió |
| 2022                                                                             | Akonibe   | Maria Marta Asong                    | No compitió                    | No compitió        | No compitió |
| 2022                                                                             | Annobón   | Victoria Kalu Gerona                 | No compitió                    | No compitió        | No compitió |
| Debido al impacto de la pandemia de COVID-19, no hubo concurso entre 2020 y 2021 |           |                                      |                                |                    |             |
| 2019                                                                             | Baney     | Arsenia Chanque Bosepe               | No clasificó                   |                    |             |